# Frankie (película de 2019)
Frankie es una película dramática estadounidense-francesa de 2019, dirigida por Ira Sachs, a partir de un guion de Sachs y Mauricio Zacharias. Está protagonizada por Isabelle Huppert, Greg Kinnear, Marisa Tomei y Jérémie Renier.
Tuvo su estreno mundial en el Festival de Cine de Cannes el 20 de mayo de 2019. Fue lanzado en Francia el 28 de agosto de 2019, por SBS Distribution, y en los Estados Unidos el 25 de octubre de 2019, por Sony Pictures Classics .

## Sinopsis
Tres generaciones luchan contra una experiencia que les cambiará las vidas durante un día de vacaciones en Sintra, histórica ciudad portuguesa conocida por sus jardines, villas y palacios de ensueño. 

## Reparto
- Isabelle Huppert como Frankie.
- Greg Kinnear como Gary.
- Marisa Tomei como Ilene.
- Jérémie Renier como Paul.
- Brendan Gleeson como Jimmy.
- Vinette Robinson como Sylvia.
- Ariyon Bakare como Ian.
- Pascal Greggory como Michel.
- Carloto Cotta como Tiago.
- Sennia Nanua como Maya.

## Producción
En febrero de 2018, se anunció que Isabelle Huppert , Greg Kinnear , Marisa Tomei , Jérémie Renier y Andre Wilms se habían unido al elenco de la película, con Ira Sachs dirigiendo la película, desde un guion que escribió junto a Mauricio Zacharias. Saïd Ben Saïd y Michel Merkt serán los productores de la película, mientras que Lucas Joaquin y Kevin Chneiweiss serán los productores ejecutivos bajo sus estandartes de Secret Engine y SBS Productions, respectivamente. En septiembre de 2018, Brendan Gleeson , Vinette Robinson , Ariyon Bakare y Pascal Greggoryse unió al elenco de la película. 
La fotografía principal comenzó en octubre de 2018, en Portugal.

## Recepción

### Crítica
"Hay algo de pintoresquismo y de lugares comunes burgueses en la propuesta, que alterna drama y comedia, costumbrismo y lirismo (...), pero Sachs sale bastante airoso del desafío. (...) Puntuación: ★★★½ (sobre 5)" dijo Diego Batlle de OtrosCines.com .
En el sitio web del agregador de reseñas Rotten Tomatoes , la película tiene una calificación de aprobación del 59% basada en 32 reseñas, con una calificación promedio de 5.52 / 10. El consenso de críticos del sitio web dice: "Defectuoso pero bien actuado, Frankie encuentra que el director / coguionista Ira Sachs se enganchó en las espinosas relaciones de su historia, y a menudo liberado por su elenco estelar". Metacritic , que utiliza un promedio ponderado, asignó a la película una puntuación de 56 de 100, basada en 11 críticas, indicando "críticas mixtas o promedio".

### Reconocimiento
- AARP Movies for Grownups Awards a la Mejor Actriz para Isabelle Huppert (Nominada)